# طرسون بك
طُرْسُون بِكّ بلدة تركية واسم القضاء الذي تنتمي إليه من ولاية بالي قصر. بلغ عدد السكان 16,924 نسمة في 2010. العمدة هو رمضان بهجافان (حزب العدالة والتنمية). وهي مشتهرة بخشبها وتفاحها، وقديما عرفت باسم بلاط.